# Sonne (Album)
Sonne ist das siebte Album des Musikprojektes Schiller. In diesem Album arbeitet Schiller mit dem Vokalisten Adam Young von Owl City, Andrea Corr von der irischen Band The Corrs, der norwegischen Sängerin Kate Havnevik, der niederländischen Künstlerin Meredith Call und der walisischen Pop-Band Paper Aeroplanes zusammen.
Das Album ist eine Mischung aus Instrumentalmusik und elektronischen Klängen, teilweise unterlegt mit meist deutschen oder englischen Texten.
Die Länge von 2 Stunden und 21 Minuten bezieht sich auf die als Download angebotene Version, die aus 28 Stücken bestehen, wobei der einleitende Willkommen-Song als Standard des Musikprojekts mitgerechnet ist. Das Album enthält zwei CDs mit insgesamt 29 Musikstücken. Darüber hinaus gibt es eine Super Deluxe Version mit zwei DVDs, auf denen unter anderem die beiden Musikvideos Solaris und Sahara Avenue enthalten sind. 2013 erschien eine Chill Out Edition des Albums für die einige Titel neu gemischt wurden.

## Titelliste
Wenn nicht anders angegeben, sind die Titel von Christopher von Deylen geschrieben worden.

### Standard Edition
1. Willkommen
2. Solaris
3. Kon-Tiki
4. Sonne (featuring Unheilig) (von Deylen, Der Graf)
5. Revelation
6. Epic Shores (featuring Meredith Call) (von Deylen, Call)
7. Velvet Aeroplane (featuring Kate Havnevik) (von Deylen, Havnevik)
8. Lichtermeer
9. Ultramarin
10. Alive (featuring Adam Young) (von Deylen, Young)
11. Morgenrot
12. Energy (featuring Tim Brownlow) (von Deylen, Richie Kayvan, Brownlow)
13. Sonnenwelten
14. Soleil De Nuit (featuring Pierre Maubouché)
15. The Silence (featuring Meredith Call) (von Deylen, Call)
16. Reprise[1]

### Deluxe Edition

#### Disc 1
1. Willkommen
2. Solaris
3. Kon-Tiki
4. Revelation
5. Sonne (featuring Unheilig) (von Deylen, Der Graf)
6. Mitternacht
7. Hallucinating Beauty (featuring Kate Havnevik) (von Deylen, Havnevik)
8. Morgenrot
9. Alive (featuring Adam Young) (von Deylen, Young)
10. Berlin-Moskau
11. Lichtermeer
12. Soleil De Nuit (featuring Pierre Maubouché)
13. Reach Out (featuring Meredith Call) (von Deylen, Call)
14. Das dritte Auge
15. Velvet Aeroplane (featuring Kate Havnevik) (von Deylen, Havnevik)

#### Disc 2
1. Sonnenuhr
2. Oasis (featuring Kate Havnevik) (von Deylen, Havnevik)
3. Sonnenwelten
4. Epic Shoes (featuring Meredith Call) (von Deylen, Call)
5. Energy (featuring Tim Brownlow) (von Deylen, Kayvan, Brownlow)
6. Pale Blue Eyes (featuring Andrea Corr) (von Deylen, Lou Reed)
7. Ultramarin
8. Dancing in the Dark (featuring Ameerah) (von Deylen, Ameerah Roelants, Joel Geddis)
9. Klangwelten
10. Lay Down (featuring Paper Aeroplanes) (von Deylen, Sarah Howells)
11. Geborgenheit
12. Sahara Avenue
13. The Silence (featuring Meredith Call) (von Deylen, Call)
14. Reprise[2][3]

### Chill Out Edition
1. Sonne (Instrumental Chill Out Version)
2. Mitternacht (Chill Out Version)
3. Energy (Chill Out Version) (featuring Tim Brownlow) (von Deylen, Kayvan, Brownlow)
4. Lichtermeer (Chill Out Version)
5. Yellow
6. Dancing in the Dark (Chill Out Version) (featuring Ameerah) (von Deylen, Roelants, Geddis)
7. Orange
8. Velvet Aeroplane (Chill Out Version) (featuring Kate Havnevik) (von Deylen, Havnevik)
9. Morgenrot (Chill Out Version)
10. Berlin-Moskau (Chill Out Version)
11. Epic Shores (Chill Out Version) (featuring Meredith Call) (von Deylen, Call)
12. Das dritte Auge (Chill Out Version)
13. Sonne (Chill Out Version) (featuring Unheilig) (von Deylen, Der Graf)[4]